# Rheum pumilum
Rheum pumilum Maxim. – gatunek rośliny z rodziny rdestowatych (Polygonaceae Juss.). Występuje naturalnie w Chinach – w prowincjach Gansu, Qinghai i Syczuan oraz w Tybetańskim Regionie Autonomicznym. 

## Morfologia
PokrójBylina dorastająca do 10–25 cm wysokości.
LiścieIch blaszka liściowa jest lekko skórzasta i ma owalnie eliptyczny kształt. Mierzy 1,5–5 cm długości oraz 1–3 cm szerokości, jest całobrzega, o niemal sercowatej nasadzie i tępym wierzchołku. Ogonek liściowy jest owłosiony i osiąga 1,5–4,5 cm długości. Gatka jest błoniasta.
KwiatyZebrane w wiechy, rozwijają się na szczytach pędów. Listki okwiatu mają eliptyczny kształt i mierzą 2 mm długości.
OwoceMają trójkątnie jajowaty kształt, osiągają 5–6 mm długości.

## Biologia i ekologia
Rośnie na terenach skalistych. Występuje na wysokości od 2800 do 4500 m n.p.m. Kwitnie od czerwca do lipca.